# Carl Gottfried Neumann
Carl Gottfried Neumann (Königsberg, 7 maggio 1832 – Lipsia, 27 marzo 1925) è stato un matematico tedesco.

## Biografia
Neumann è nato a Königsberg in Prussia, figlio del fisico e matematico Franz Ernst Neumann, professore all'Università di Königsberg. Neumann lavorò sul problema di Dirichlet, e può essere considerato uno dei capostipiti dello studio delle equazioni integrali. La serie di Neumann, che è l'analogo della serie geometrica nel caso di matrici infinite, prende nome da lui. Allo stesso modo, anche alcune condizioni al contorno per equazioni differenziali ordinarie o alle derivate parziali, dette condizioni al contorno di Neumann, prendono nome da lui.
Insieme al matematico Alfred Clebsch fondò la rivista di matematica Mathematische Annalen.

## Principali lavori

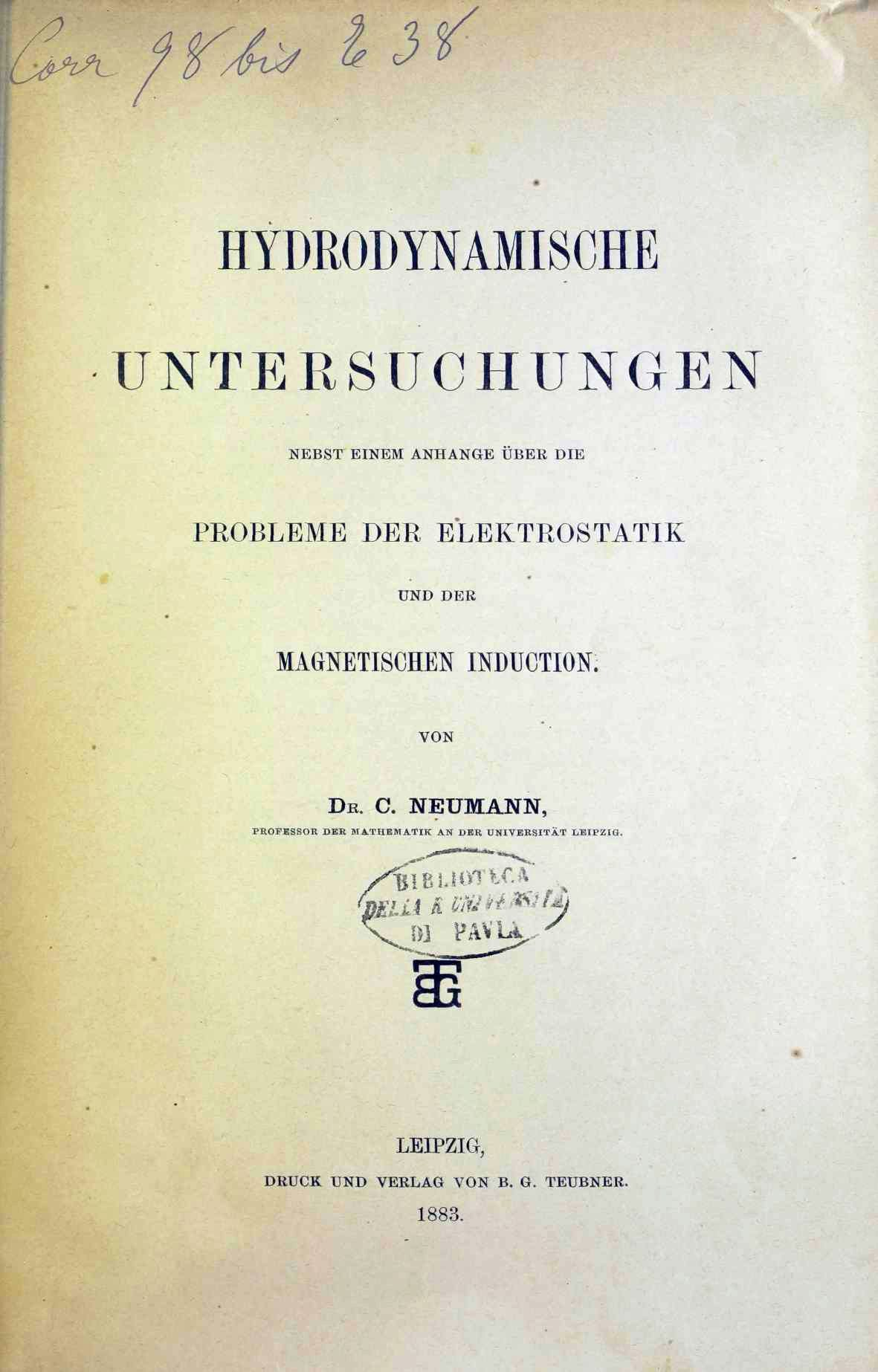
Hydrodynamische Untersuchungen, 1883

- (DE) Das Dirichlet'sche Princip in seiner Anwendung auf die Riemann'schen Flächen, su gallica.bnf.fr.
- (DE) Vorlesungen über Riemann's Theorie der Abel'schen Integrale, su gallica.bnf.fr.
- (DE) Theorie der Bessel'schen functionen: ein analogon zur theorie der Kugelfunctionen, su gallica.bnf.fr.
- (DE) Untersuchungen über das Logarithmische und Newton'sche potential, su gallica.bnf.fr.
- (DE) Allgemeine Untersuchungen über das Newton'sche Princip der Fernwirkungen, mit besonderer Rücksicht auf die elektrischen Wirkungen, su resolver.library.cornell.edu.
- (DE) Über de methode des arithmetischen mittels, su archive.org.
- (DE) Die elektrischen Kräfte, su archive.org.
- (DE) Lösung des allgemeinen Problemes über den stationären Temperaturzustand einer homogenen Kugel ohne Hülfe von Reihen-Entwicklungen, Halle, Schmidt, 1861.
- (DE) Allgemeine Lösung des Problemes über den stationären Temperaturzustand eines homogenen Körpers, welcher von irgend zwei nichtconcentrischen Kugelflächen begrenzt wird, Halle, Schmidt, 1862.
- (DE) Magnetische Drehung der Polarisationsebene des Lichtes, Halle, Buchhandlung des Waisenhauses, 1863.
- (DE) Theorie der Elektricitäts- und Wärme-Vertheilung in einem Ringe, Halle, Buchhandlung des Waisenhauses, 1864.
- (DE) Die Haupt- und Brenn-Puncte eines Linsen-Systemes, Leipzig, Benedictus Gotthelf Teubner, 1866.
- (DE) Hydrodynamische Untersuchungen, Leipzig, Benedictus Gotthelf Teubner, 1883.